# رئیس ستاد دفاع ایتالیا
رئیس ستاد دفاع ایتالیا (انگلیسی: Chief of the Defence Staff) ارشدترین جایگاه نظامی در مجموعه نیروهای مسلح ایتالیا است، که توسط رئیس‌جمهور ایتالیا منصوب می‌شود و به وزیر دفاع ایتالیا گزارش می‌دهد. از اکتبر ۲۰۲۴ ارتشبد لوسیانو پورتولان ریاست ستاد دفاع ایتالیا را برعهده دارد.
این سمت در سال ۱۹۲۵ به عنوان رئیس ستاد کل نیروهای مسلح ایتالیا تأسیس شد. از سال ۱۹۴۱ تا ۱۹۴۵ تحت عنوان رئیس ستاد فرماندهی عالی فعالیت می‌کرد. در سال ۱۹۴۷ به رئیس ستاد دفاع ایتالیا تغییر نام داد. رئیس ستاد دفاع، از سال ۱۹۹۸، برای انجام وظایف خود، از دو نهاد زیرمجموعه تحت عناوین؛ ستاد دفاعی و فرماندهی عملیات مشترک استفاده می‌کند.